# Curdin
Curdin ist eine französische Gemeinde mit 337 Einwohnern (Stand: 1. Januar 2022) im Département Saône-et-Loire in der Region Bourgogne-Franche-Comté. Sie gehört zum Arrondissement Charolles und zum Kanton Gueugnon. Die Einwohner werden Curdinois genannt.

## Geographie
Curdin liegt etwa 60 Kilometer ostnordöstlich von Moulins. Nachbargemeinden von Curdin sind La Chapelle-au-Mans im Norden, Gueugnon im Osten, Rigny-sur-Arroux im Süden sowie Neuvy-Grandchamp im Westen.

## Bevölkerungsentwicklung
| Jahr                      | 1962 | 1968 | 1975 | 1982 | 1990 | 1999 | 2006 | 2011 | 2016 |
| Einwohner                 | 211  | 261  | 216  | 268  | 305  | 319  | 318  | 322  | 317  |
| Quelle: Cassini und INSEE |      |      |      |      |      |      |      |      |      |

## Sehenswürdigkeiten

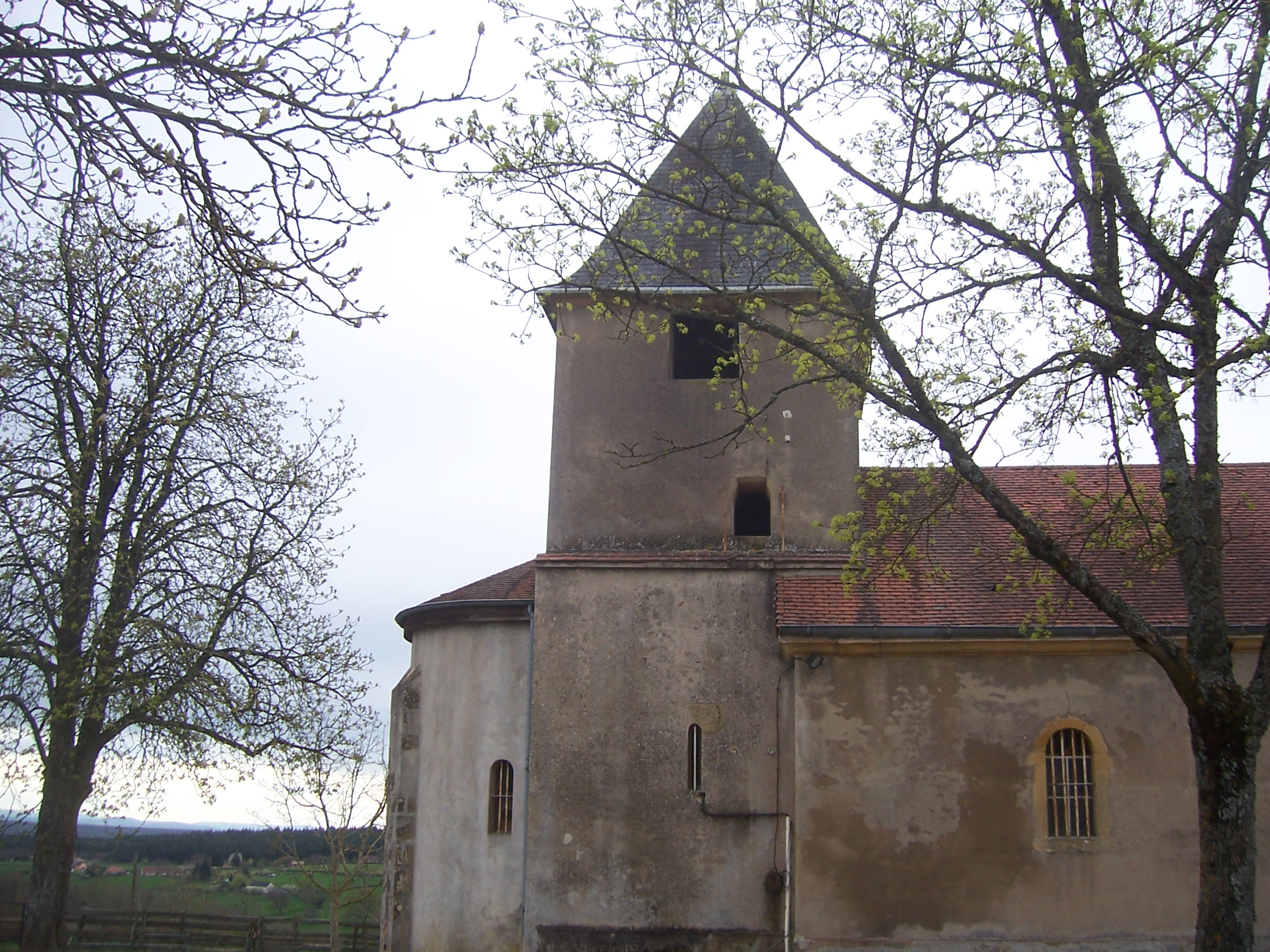
Kirche Saint-Pierre

- Kirche Saint-Pierre